# Rozsdásfarkú fenyérposzáta
A rozsdásfarkú fenyérposzáta (Hylacola pyrrhopygia) a madarak osztályának verébalakúak (Passeriformes) rendjébe és az ausztrálposzáta-félék (Acanthizidae) családjába tartozó faj.

## Rendszerezése
A fajt Nicholas Aylward Vigors & Thomas Horsfield írták le 1827-ben, az Acanthiza nembe Acanthiza pyrrhopygia néven.
Jelenlegi besorolása vitatott, egyes szervezetek a Calamanthus nembe sorolják Calamanthus pyrrhopygius néven.
A családot egyes szervezetek a gyémántmadárfélék (Pardalotidae) családjának, Acanthizinae alcsaládjáként sorolják be.

## Alfajai
- Hylacola pyrrhopygius parkeri Schodde & I. J. Mason, 1999
- Hylacola pyrrhopygius pedleri Schodde & I. J. Mason, 1999
- Hylacola pyrrhopygius pyrrhopygius (Vigors & Horsfield, 1827)[3]

## Előfordulása
Ausztrália délkeleti részén honos. A természetes élőhelye szubtrópusi és trópusi síkvidéki esőerdők, mérsékelt övi erdők és cserjések.

## Megjelenése
Testhossza 12,5-16 centiméter, testtömege 17 gramm.

## Életmódja
Ízeltlábúakkal táplálkozik.